# Rhegmatorhina hoffmannsi
A Rhegmatorhina hoffmannsi a madarak osztályának verébalakúak (Passeriformes) rendjébe és a hangyászmadárfélék (Thamnophilidae) családjába tartozó faj.

## Rendszerezése
A fajt Carl Edward Hellmayr osztrák ornitológus írta le 1907-ben, az Anoplops nembe Anoplops hoffmannsi néven.

## Előfordulása
Brazília területén honos. Természetes élőhelyei a szubtrópusi vagy trópusi síkvidéki esőerdők. Állandó, nem vonuló faj.

## Megjelenése
Testhossza 15 centiméter, testtömege 28–34 gramm.

## Életmódja
Rovarokkal, pókokkal és más ízeltlábúakkal táplálkozik.

## Természetvédelmi helyzete
Az elterjedési területe nagyon nagy, egyedszáma ugyan csökken, még nem éri el a kritikus szintet. A Természetvédelmi Világszövetség Vörös listáján nem fenyegetett fajként szerepel.